# برجستگی زند زیرین
در پیوندگاه سطوح قدامی و تحتانی زائده منقاری زند زیرین یک برجستگی ناهموار وجود دارد که به آن برجستگی زَند زیرین یا توبروزیتی اولنا (انگلیسی: Tuberosity of the ulna) گفته می‌شود. 

## نگارخانه

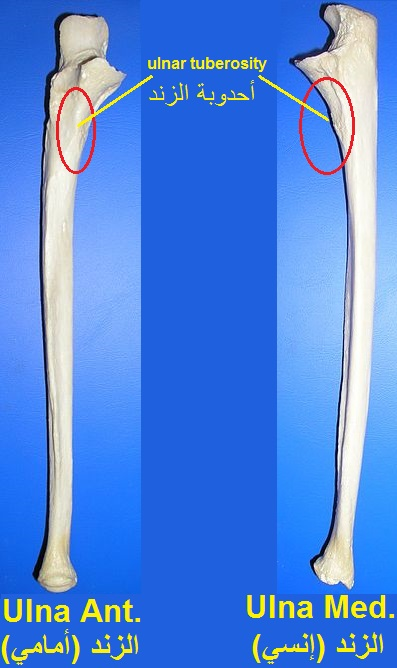
برجستگی زند زیرین
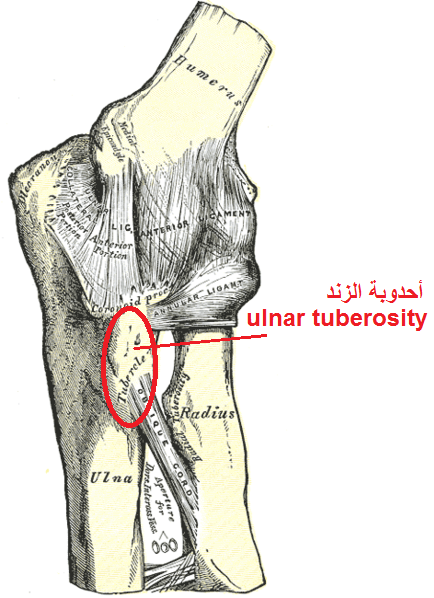
برجستگی زند زیرین
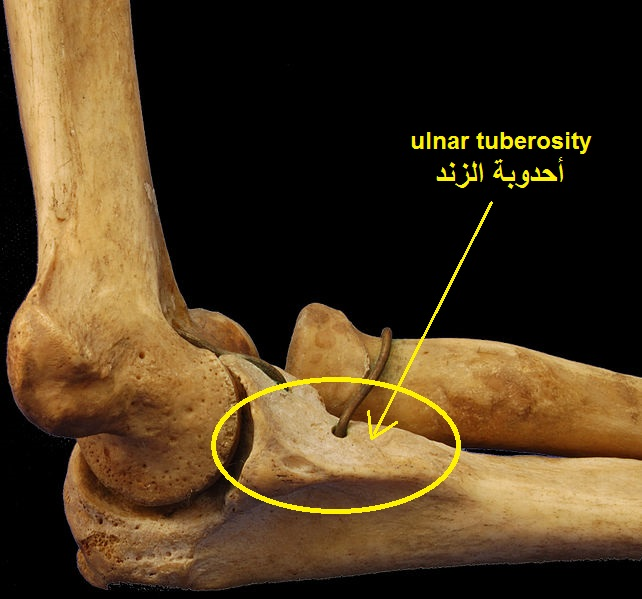
برجستگی زند زیرین